# Malacomorpha androsensis
Malacomorpha androsensis är en insektsart som beskrevs av Rehn, J.A.G. 1906. Malacomorpha androsensis ingår i släktet Malacomorpha och familjen Pseudophasmatidae. Inga underarter finns listade i Catalogue of Life.